# نبردهای یونانی پونیک در سیسیل
نبردهای یونانی پونیک در سیسیل (انگلیسی: Sicilian Wars) به مجموعه نبردهایی گفته می‌شود که مابین امپراتوری فیقیه و یونانیان و به منظور تسلط بر جزیرهٔ سیسل رخ داد.
این جنگ‌ها در پی طمع برای تصاحب جزیرهٔ سیسیل آغاز شد. سیسیل به لحاظ راهبردی مهم بود و در نواحی ساحلی آن کوچ‌نشین‌های ثروتمند یونانی واقع شده بودند. سیسیل همچون بسیاری از جزایر و مناطق ساحلی دیگر در دسترس کارتاژها بود و کارتاژ بی شک امپراتوری بی‌هماوردی در آن دوران باستان، در غرب مدیترانه بود. امپراتوری کارتاژ توسط دریانوردان فنیقی بنیاد شده بود و دست کم ۸۰۰ سال دوام آورد. رومیان به فنیقیه، پون می‌گفتند و واژه پونی به تبار فنیقی کارتاژی‌ها اشاره دارد.
در جریان این جنگ‌ها، دشمنان فنیقی‌ها معمولاً در خشکی سپاه کارتاژ را در هم می‌شکستند، ولی کارتاژها در دریا مسلطی بی همتا بودند.